# Medal Orderu „Za zasługi dla Ojczyzny”

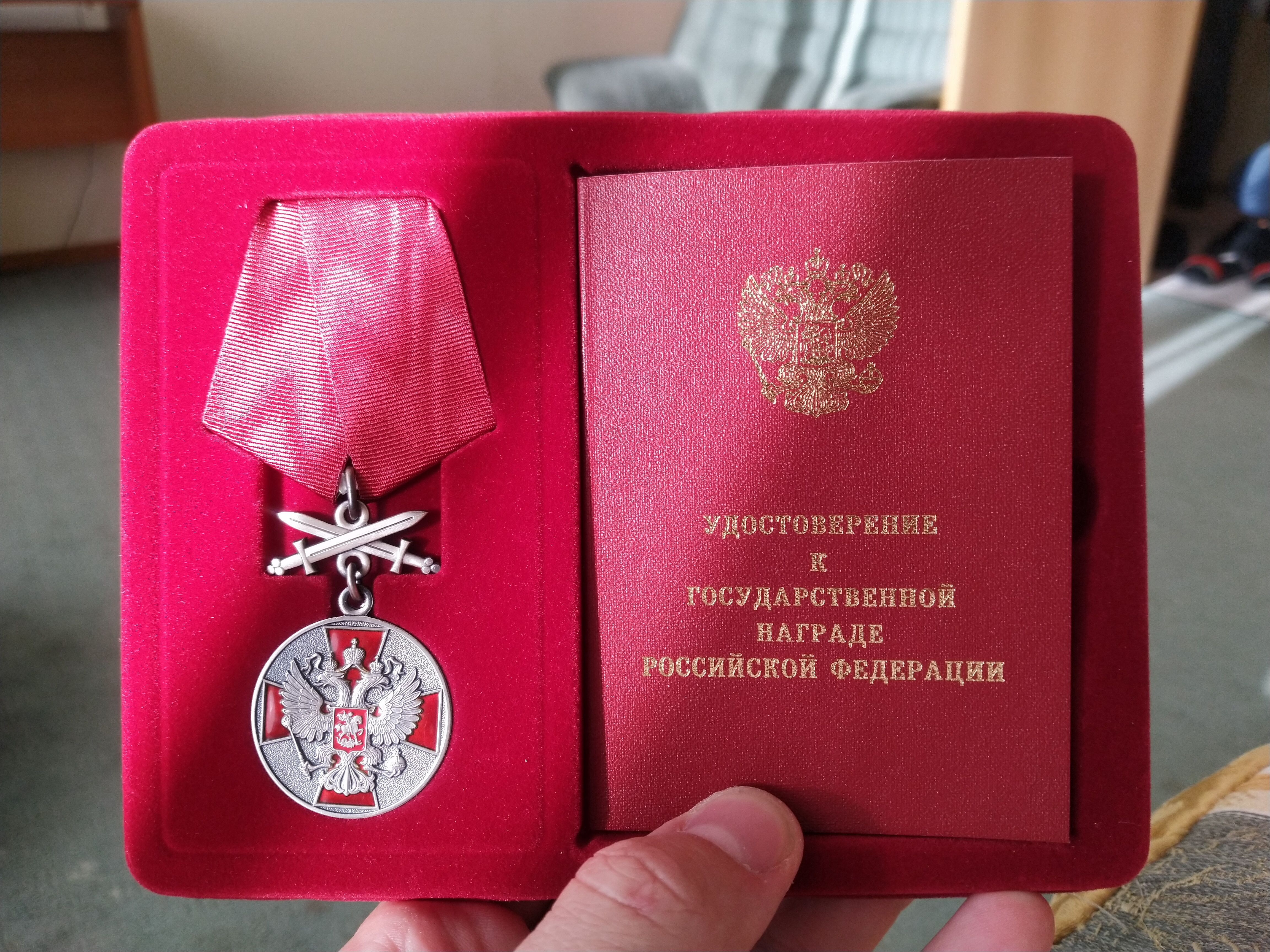
Medal II stopnia z mieczami wraz z dokumentem nadania i pudełkiem

Medal Orderu „Za zasługi dla Ojczyzny” (ros. Медаль ордена «За заслуги перед Отечеством») – odznaczenie państwowe Federacji Rosyjskiej ustanowione 2 marca 1994 roku przez prezydenta Borysa Jelcyna.

## Statut
Obecnie obowiązujący statut Medalu Orderu „Za zasługi dla Ojczyzny” został wprowadzony Dekretem Prezydenta Federacji Rosyjskiej z dnia 19 listopada 2021 roku nr 665 „W sprawie niektórych działań mających na celu usprawnienie państwowego systemu odznaczeń Federacji Rosyjskiej”:
1. Medal Orderu „Za zasługi dla Ojczyzny” nadawany jest obywatelom:
- za zasługi i wyróżnienie się w różnych gałęziach przemysłu, budownictwie, nauce, oświacie, służbie zdrowia, kulturze, transporcie i innych obszarach aktywności zawodowej;
- za wielki wkład w obronność Ojczyzny, sukcesy w utrzymaniu wysokiej gotowości bojowej centralnych wojskowych organów dowodzenia i kontroli, związków operacyjnych, formacji, jednostek wojskowych i organizacji wchodzących w skład oddziałów i pododdziałów Sił Zbrojnych Federacji Rosyjskiej;
- za zasługi na rzecz wzmocnienia praworządności i porządku, zapewnienia bezpieczeństwa państwa i inne zasługi dla państwa.

2. Medal Orderu „Za zasługi dla Ojczyzny” ma dwa stopnie.

3. Najwyższym stopniem Medalu Orderu „Za zasługi dla Ojczyzny” jest stopień I.

4. Medal Orderu „Za zasługi dla Ojczyzny” nadawany jest sekwencyjnie, od najniższego do najwyższego stopnia.

5. Za wybitną służbę bojową personel wojskowy zostaje odznaczony Medalem Orderu „Za zasługi dla Ojczyzny” z mieczami.

5.1. Medal Orderu „Za zasługi dla Ojczyzny” z mieczami może być nadany pośmiertnie.

6. Medal Orderu „Za zasługi dla Ojczyzny” noszony jest po lewej stronie piersi i znajduje się po insygniach Krzyża Świętego Jerzego. Jeżeli odznaczony posiada medal I stopnia, medalu II stopnia nie nosi się, z wyjątkiem medalu z mieczami.

6.1. Na specjalne okazje i ewentualnie do codziennego noszenia przewiduje się noszenie miniaturowej kopii medalu Orderu „Za zasługi dla Ojczyzny”, którą umieszcza się po miniaturowej kopii Krzyża Świętego Jerzego.

7. W przypadku noszenia baretki na mundurze, umieszcza się ją za baretką Krzyża Świętego Jerzego.
Jeżeli odznaczony Medalem Orderu „Za zasługi dla Ojczyzny” posiada także Order „Za zasługi dla Ojczyzny”, wówczas noszone są tylko insygnia Orderu, z wyjątkiem Medalu Orderu„ Za Zasługi dla Ojczyzny” z mieczami.

## Opis
Autorem projektu medalu jest główny artysta Mennicy Petersburskiej, Ludowy Artysta Federacji Rosyjskiej Aleksandr Bakłanow.
Medal Orderu „Za zasługi dla Ojczyzny”, wykonany ze srebra, ma kształt koła o średnicy 32 mm z wypukłym brzegiem po obu stronach. Na awersie widnieje wizerunek odznaki Orderu „Za Zasługi dla Ojczyzny”. Na rewersie wokół obwodu wypisano motto orderu: Польза, честь и слава („Korzyść, cześć i chwała”), a w środku rok ustanowienia medalu – 1994. W dolnej części rewersu znajduje się wizerunek gałązek laurowych oraz numer medalu. Medal I stopnia jest złocony.
Za pomocą oczka i pierścienia medal jest połączony z pięciokątną zawieszką obciągniętą czerwoną jedwabą morową wstążką. Szerokość wstążki wynosi 24 mm.
W przypadku Medali Orderu „Za zasługi dla Ojczyzny” nadawanych żołnierzom za zasługi w działaniach bojowych, w pierścieniu pomiędzy zawieszką a medalem przyczepione są dwa skrzyżowane miecze. Długość każdego miecza wynosi 28 mm, szerokość – 3 mm.
Przy noszeniu baretki stosuje się metalową sztabkę o wysokości 8 mm i szerokości wstążki 24 mm. Baretka medalu I stopnia ma pośrodku żółty pasek o szerokości 1 mm, baretka medalu II klasy ma pośrodku pasek szary o szerokości 1 mm. Na baretce widnieje ponadto miniaturowa kopia Medalu Orderu „Za Zasługi dla Ojczyzny” o średnicy 16 mm.